# Thoropa megatympanum
Thoropa megatympanum är en groddjursart som beskrevs av Ulisses Caramaschi och Sazima 1984. Thoropa megatympanum ingår i släktet Thoropa och familjen Cycloramphidae. IUCN kategoriserar arten globalt som livskraftig. Inga underarter finns listade i Catalogue of Life.